# Jezero Rudické Wielkie
Jezero Rudické Wielkie je průtočné jezero ležící blízko města Grudziadz v Polsku, Má plochu 177,7 ha, maximální hloubka je 11,5 m, vodní hladina je ve výšce 22,6 m nad hladinou moře. Na jezeře se nachází ostrov o rozloze 0,7 ha. V letech 1960-1970 byla průměrná doba trvání ledové pokrývky na jezeře 130 dní. V roce 1982 byla na dno jezera položena dvě potrubí, 312 m a 565 m dlouhé, a 16. září 1990 třetí potrubí dlouhé 360 m – aby do řeky Rudniczanka odtékaly vrstvy vody bez kyslíku (tzv. Kortowský experiment).
V okolí jezera je možná rekreace a aktivní odpočinek. Existuje zde mnoho rekreačních středisek, půjčoven sportovního a turistického vybavení, malé hospody, kempy, pláže, veslařské a plachetní přístavy. Kolem jezera jsou lesy.